# Торонто
Торо́нто (англ. Toronto [təˈrɒntoʊ], местн. [təˈrɒnoʊ], [ˈtrɒnoʊ], [-nə]) — крупнейший город Канады, административный центр провинции Онтарио. Население — 2 794 356 чел. (2021); вместе с городами Миссиссога, Брамптон, Маркем и другими образует агломерацию Большой Торонто с населением 6 202 225 жителей.
Торонто является частью «золотой подковы» — густонаселённого региона вокруг западной части озера Онтарио с населением около 7 млн человек. Приблизительно одна треть всего населения Канады живёт в радиусе 500 км от Торонто. Около шестой части всех рабочих мест Канады находятся в пределах городской черты.
Город Торонто известен также как «экономический двигатель» Канады, считается одним из ведущих мегаполисов мира и имеет большой вес как в регионе, так и на государственном и международном уровне. В ежегодном рейтинге Global Liveability Ranking журнала The Economist, оценивающем совокупное качество жизни, Торонто занимает четвёртое место в мире среди 140 городов — участников рейтинга.
В июне 2010 года в Торонто прошла встреча глав государств и правительств «Большой двадцатки».
К северо-востоку от Торонто в городе Пикеринге находится атомная электростанция АЭС Пикеринг с восемью ядерными реакторами.

## Население
Торонто — один из крупнейших многонациональных городов мира. По данным переписи населения 2006 года 47 % жителей Торонто родились за пределами Канады. 9,6 % общего числа живущих в городе иммигрантов составляют выходцы из Индии, 8,2 % — из Китая, по 5,6 % — из Италии и Филиппин, 2,5 % — из СССР. В Торонто проживает самая крупная в Канаде мусульманская община — 424 000 человек.
Часто Торонто называют городом с самым большим многообразием культур — около половины жителей иммигрировали из других стран. В настоящее время город является самым популярным центром притяжения иммигрантов в Канаде. Отличительной особенностью Торонто является сложившаяся традиция поддержки национальных культур и обычаев иммигрирующих групп населения. Таким образом, в отличие от многих других городов с большим количеством иммигрантов, культурная ассимиляция выражена неярко. Вместе с тем многонациональность Торонто — относительно недавнее явление, ещё в 1950-е город был одним из самых однородных мегаполисов Северной Америки с безоговорочным преобладанием англоязычных выходцев с Британских островов.

## История
Изначально название «Торонто» носил в конце XVII века район без чётких границ возле северного берега озера Онтарио. Рядом протекала река Дон (ныне входит в границы города, а вдоль реки построена автомагистраль Don River Valley). Точно неизвестно, что обозначает это слово. Согласно двум наиболее распространённым гипотезам, оно произошло либо от индейцев гуронов как «место встречи», либо из языка мохоков, в котором «ткаронто» означает «место, где деревья растут из воды». В XVIII веке в этой местности проживали ирокезы, сенеки и миссиссоги, которые, впрочем, не имели оседлых поселений, а перемещались вокруг Великих озёр. В 1788 году британцы купили около 1000 км² земли, а 29 июля 1793 года губернатор Джон Симко выбрал Торонто как место для столицы Верхней Канады.
После этого на месте современного Торонто развился город Йорк, который появился возле Торонтских островов и разрастался вглубь территории. 27 апреля 1813 года в ходе Англо-американской войны город был захвачен, разграблен и сожжён американцами, которые нанесли поражение небольшому гарнизону английских войск, канадского ополчения и индейцев. Чтобы не допустить переход порохового склада к американцам, англичане взорвали его, в результате чего был нанесён значительный урон силам американцев. При взрыве погиб также и один из командующих американскими силами Зебулон Пайк. В 1834 году город был переименован в Торонто, и его мэром стал Уильям Маккензи. Важнейшее событие в истории города — восстание в Верхней Канаде — произошло с его участием в Торонто в 1837 году.
Торонто рос медленно и к концу XIX века всё ещё был небольшим городом, хотя уже тогда там существовал электрический трамвай и транспортная сеть, а также сеть пригородных железных дорог, включая идущую вдоль улицы Янг (Yonge Street) восьмидесятикилометровую ветку до озера Симко. Собственные пляжи города, однако, не были популярны из-за сбрасываемого в озеро мусора, поэтому жители отдавали предпочтение пляжам Симко. В начале двадцатого века Торонто являлся промышленно-транспортным узлом с открытой для иммиграции политикой.
Рост Торонто и превращение его в мегаполис часто связывают с потерей влияния другим крупным городом Канады — Монреалем. В связи с сепаратистскими настроениями в провинции Квебек в 1970-х годах начался отток англоязычного населения и бизнеса в Торонто. Это совпало с переселением людей из восточной атлантической Канады и усилившимся потоком иммиграции из разных частей света.

### Объединение Торонто
1 января 1998 года в состав Торонто были включены ряд муниципалитетов, некоторые из которых стали именоваться районами: North York, Scarborough, Etobicoke и др. Раньше это были административно отдельные города, однако, как и сейчас, имели полноценное транспортное сообщение с центром. Объединение Торонто произошло 1 января 1998 года. До этого существовали шесть городов: Торонто, Норт-Йорк, Ист-Йорк, Йорк, Скарборо и Этобико, каждый из которых имел свою мэрию, свои пожарные части, убирал мусор, ремонтировал дороги и т. д. Также был Metropolitan Toronto, у которого был свой совет (советники были членами горсоветов шести составляющих городов). Metropolitan Toronto содержал полицию, оплачивал транспорт и социальные услуги. Благодаря объединению были упразднены шесть городских советов и введена единая пожарная система во всём городе.

## Климат
Торонто находится в зоне влажного континентального климата (Dfa — по классификации климатов Кёппена). На климат Торонто оказывает влияние географическое положение (город расположен на юге Канады) и близость озера Онтарио; на климат региона (провинции Онтарио) существенно влияет расположенный севернее Гудзонов залив. Климат Торонто характеризуется тёплым влажным летом, продолжительной умеренно тёплой осенью и холодной зимой. Возможны частые колебания температуры день ото дня. Все сезоны года чётко выражены. За год выпадает около 800 мм осадков.
| Показатель                                     | Янв.  | Фев.  | Март  | Апр. | Май  | Июнь | Июль | Авг. | Сен. | Окт. | Нояб. | Дек. | Год   |
| ---------------------------------------------- | ----- | ----- | ----- | ---- | ---- | ---- | ---- | ---- | ---- | ---- | ----- | ---- | ----- |
| Абсолютный максимум, °C                        | 16,1  | 14,4  | 26,7  | 32,2 | 34,4 | 36,7 | 40,6 | 38,9 | 37,8 | 30,0 | 23,9  | 19,9 | 40,6  |
| Средний суточный максимум, °C                  | −0,7  | 0,4   | 4,7   | 11,5 | 18,4 | 23,8 | 26,6 | 25,5 | 21,0 | 14,0 | 7,5   | 2,1  | 12,9  |
| Средняя температура, °C                        | −3,7  | −2,6  | 1,4   | 7,9  | 14,1 | 19,4 | 22,3 | 21,5 | 17,2 | 10,7 | 4,9   | −0,5 | 9,4   |
| Средний суточный минимум, °C                   | −6,7  | −5,6  | −1,9  | 4,1  | 9,9  | 14,9 | 18,0 | 17,4 | 13,4 | 7,4  | 2,3   | −3,1 | 5,9   |
| Абсолютный минимум, °C                         | −32,8 | −31,7 | −26,7 | −15  | −3,9 | −2,2 | 3,9  | 4,4  | −2,2 | −8,9 | −20,6 | −30  | −32,8 |
| Норма осадков, мм                              | 61,5  | 55,4  | 53,7  | 68,0 | 82,0 | 70,9 | 63,9 | 81,1 | 84,7 | 64,4 | 84,1  | 61,5 | 831,1 |
| Источник: Министерство окружающей среды Канады |       |       |       |      |      |      |      |      |      |      |       |      |       |

## Транспорт
Городской транспорт Торонто, обслуживаемый компанией TTC, состоит из метро, сети автобусов и трамваев, а также 2 международных аэропортов.

### Городской транспорт
Метрополитен Торонто состоит из четырёх линий и 75 станций. Линии метро связывают центр города с густонаселёнными районами, такими, как Норт-Йорк, Скарборо и Этобико, а также с примыкающим к Торонто городом Вон.
- «Жёлтая» линия (Yonge-University Line) состоит из 38 станций и является самой старой и самой загруженной веткой. Линия имеет характерную U-образную форму, с основанием в центре города, на станции Union Station (железнодорожный вокзал), и двумя ветками, идущими на север. Восточная ветка идёт в район Норт-Йорк, западная — в город Вон.
- «Зелёная» линия (Bloor-Danforth Line) состоит из 31 станции, проложена параллельно улицам Bloor Street и Danforth Avenue и пересекает город с запада на восток.
- «Голубая» линия (Scarborough Line) состоит из 6 станций и является продолжением «зелёной» линии. Линия проходит на поверхности и представляет собой так называемое «лёгкое метро».
- «Фиолетовая» линия (Sheppard Line) состоит из 5 станций и проходит под улицей Sheppard Avenue East. В будущем её планируют продлить до района Скарборо, где будет организована пересадка на «голубую» линию лёгкого метро.
- 17 декабря 2017 года был введён в эксплуатацию новый участок «жёлтой» линии между станциями Sheppard West и Vaughan Metropolitan Centre.

Автобусные маршруты покрывают достаточно густой сетью как сам Торонто (маршруты TTC), так и его пригороды. Пригородные маршруты обслуживаются частными автобусными компаниями и городские билеты на них недействительны.
Сеть трамвайных маршрутов охватывает центр города и часть восточных и западных окраин. Некоторые трамвайные линии параллельны линиям метро.
Оплата проезда производится наличными, билетами (для школьников и студентов от 13 до 19 лет, а также для пенсионеров), жетонами и проездными картами. С января 2016 года цена за проезд взрослого человека составляет 3 доллара 25 центов до конечной точки маршрута, независимо от количества пересадок и видов городского транспорта. При смене вида транспорта (например, при пересадке с автобуса на метро, с метро на трамвай и т. д.) необходимо предъявить трансфер — билет, подтверждающий оплату проезда. Трансфер выдаётся в момент первоначальной оплаты проезда водителем автобуса или трамвая; в метро для этого установлены специальные автоматы.

### Воздушный транспорт
Международный аэропорт Торонто Пирсон (назван в честь Лестера Б. Пирсона) — крупнейший и наиболее загруженный аэропорт Канады. В 2008 году он обслужил 32,3 миллиона пассажиров, обработал 429 262 операций по взлётам и посадке. На международных перевозках работают 74 авиакомпании, предоставляющие услуги беспосадочных полётов в более чем 100 городов мира.
Городской аэропорт Билли Бишопа — небольшой аэропорт, расположенный на острове поблизости от центра Торонто. Аэропорт соединён с городом туннелем, проходящим под озером Онтарио, и является основной базой авиакомпании Porter Airlines, которая проводит полёты в 24 города Канады и США.

## Архитектура и достопримечательности
Торонто имеет прямоугольную планировку; до середины XX века преобладала двухэтажная застройка.
Центральной улицей Торонто считается Янг Стрит (англ. Yonge Str.) Она начинается прямо у озера Онтарио, длина составляет 83 км — улица уходит на север далеко за пределы Торонто. В черте города это самая оживлённая и любимая горожанами улица. Бесчисленное количество ресторанов и магазинов на протяжении многих километров создают нетипичное для канадского города обилие пешеходов и гуляющих людей без автомобилей.
Авеню-Роуд также является одной из основных улиц Торонто (одной из её достопримечательностей является кришнаитский храм).
Среди многочисленных достопримечательностей центра Торонто следует указать:
- CN Tower — самая высокая (с 1976 по 2007 год) телебашня в мире (высота 553,33 м) с вращающимся рестораном и скоростными лифтами.
- Судебное здание Осгуд-холл (1829—1859, архитектор Ф. Камберленд и др.).
- Особняк Каса Лома (1911—1914, архитектор Э. Леннокс) — эклектичная имитация средневекового замка.
- Масонский храм Торонто, известный также как Храм CTV или как Храм MTV. Здание высотой в шесть этажей, располагается на северо-западном углу Давенпорт-род и Янг-стрит. Его строительство началось в начале 1917 года с масонской церемонии закладки краеугольного камня, которая состоялась 17 ноября 1917 года, на первом заседании ложи, происходившем в канун празднования нового 1918 года[9]. На своём пике масонский храм был домом для 38 различных масонских организаций: 27 символических лож, 6 Капитулов Йоркского Устава, 2 Приоратов Рыцарей-тамплиеров, 2 организаций Шотландского устава и Совета Адонирама[9].
- Болдвинская лестница спускается с террасы послеледникового Ирокезского озера.
- Здание муниципалитета (1965, архитектор В. Ревелль и др.).
- Toronto-Dominion Center[англ.] — офисный комплекс из пяти небоскрёбов в финансовом центре Торонто (Downtown Toronto[англ.]), принадлежащий Cadillac Fairview[англ.] (см. также (Смерть Гарри Хоя, Death of Garry Hoy[англ.]).
- PATH — подземный отапливаемый город под центром Торонто: практически все небоскрёбы в центре имеют несколько подземных этажей, в которых размещены магазины, рестораны, небольшие парки и фонтаны, различные офисы и т. д. Все они соединены подземными переходами (общей протяжённостью более 30 км) между собой и с пятью станциями метрополитена, а также со всеми крупными подземными парковками. Деловая часть города спускается зимой в PATH на обед и после работы, там можно встретить банкиров и служащих, студентов и туристов, людей всех национальностей и цвета кожи, а также услышать практически любые языки мира. Часто работники центральных офисов селятся в квартирных комплексах прямо над станциями метро, тогда им не только не нужен автомобиль, чтобы добираться на работу, но и верхняя зимняя одежда в холодное время года — PATH позволяет обойтись без выхода на улицу.
- Signs Restaurant — первый в мире ресторан, полностью укомплектованный глухими официантами.
- Роджерс Центр (англ. Rogers Centre) (бывший Sky Dome) — крытый стадион с раздвижной крышей.
- Зал хоккейной славы (англ. Hockey Hall of Fame, фр. Temple de la renommée du hockey) — галерея развития канадского и европейского хоккея с шайбой.

- Масонский Храм Торонто, известный как Храм CTV или как MTV
- Каса Лома
- Жизнь PATH в будний день
- Жизнь на Янг Стрит
- Торонто поздней весной
- Зима в Торонто
- Вид на центр
- Торонто — CN tower
- Гостиница-небоскрёб Трампа

## Культура и отдых
Торонто является крупным международным культурным центром, где останавливаются во время своих турне многие ведущие артисты мира. В Торонто существует большое количество театров и концертных залов: Бродвей, Royal Alexandra Theatre, Мэсси-Холл, Алум, Театр принцессы уэльской и другие. Также достопримечательностью является крытый стадион с уникальной раздвижной крышей (Роджерс Центр, бывший SkyDome), где играют Торонто Блю Джейс. Крупные концерты поп-звёзд проходят обычно в крытом стадионе — домашней площадке баскетбольной команды Toronto Raptors и хоккейной Toronto Maple Leafs, под названием Air Canada Centre. Два раза в год в Торонто на площади Nathan Phillips Square проводится Канадская неделя моды L’Oréal Fashion Week.
Открылся Театр оперы и балета Four Seasons Centre, который славится своей акустикой. Две труппы (канадская оперная и национального балета) по очереди используют здание театра. После недавней смены руководства театра по признанию многих качество постановок резко возросло. Билеты распространяются в основном по подписке (абонементу), и только не проданные по подписке билеты поступают в свободную продажу. Если какие-то билеты остаются непроданными до дня представления, их можно купить в кассах театра с огромной скидкой. В этом случае одному зрителю может быть продано не более двух билетов.
Интересен как своеобразной архитектурой, так и хорошей акустикой концертный зал Рой-Томсон-холл (Roy Thomson Hall), открытый в 1982 г. и реконструированный в 2002 г. Там проводятся не только концерты симфонического оркестра Торонто, но и главные мероприятия кинофестиваля Торонто.
Торонто также известен широким выбором музеев: здесь находится Художественная галерея Онтарио, Королевский музей Онтарио и множество специализированных музеев вроде текстильного. В городе много парков и садов, в частности, ботанический сад Аллан и другие, что даёт много возможностей для отдыха на природе.
В Торонто находится первый в мире IMAX-кинотеатр.
Из-за ценовой и налоговой политики в Торонто снимается большое количество фильмов, производимых как Голливудом, так и канадскими продюсерами. В частности, в силу запрета на проведение видеосъёмок в Гарварде, в большинстве фильмов роль декораций Гарварда играет Университет Торонто, съёмки проводятся на его территории. Также сериал Suits, действие которого происходит в Нью-Йорке (США), снимается также в Торонто, а на время съёмок на улице устанавливают декорацию входа в Нью-Йоркское метро.
16 октября 2013 г. в Торонто открылся крупный океанариум Ripley’s.

## Образование
- Университет Торонто (University Of Toronto),
- Йоркский университет (York University),
- Сенека-колледж, Seneca College,
- Сентенниал-колледж, Centennial College,
- Джордж-Браун-колледж, George Brown College,
- Хамбер-колледж, Humber College,
- Шеридан-колледж, Sheridan College,
- Университет Райерсона, Ryerson University,
- Онтарийский колледж искусства и дизайна (Ontario College of Art & Design),
- Франко-онтарийский университет (учреждён в 2017 году, официально открыт в 2021 году)
- другие вузы.

- Архитектура Торонтского университета
- Харт хаус - рекреационный центр университета Торонто
- Ryerson University. Факультет менеджмента
- Колледж искусств и дизайна

## Промышленность
Производство электросилового оборудования, нефтеперерабатывающий завод, атомная энергетика, пищевая промышленность. В городе располагается штаб-квартира крупнейшей североамериканской хлебопекарной компании George Weston.

## Недвижимость
Недвижимость играет ключевую роль в экономике города. Торонто служит домом для некоторых объектов самой дорогой недвижимости как в стране, так и в мире.

### Контролирующие организации
Операции с недвижимостью в Торонто, как и официальный анализ ключевых показателей, находятся в ведении 4 региональных и национальных организаций. Основной для Торонто является Toronto Regional Real Estate Board.
Региональная ассоциация риэлторов Торонто (TRREB) — одна из крупнейших ассоциаций риэлторов в Канаде, обслуживающая Большой Торонто (GTA) и прилегающие районы. TRREB предоставляет наиболее релевантные данные о состоянии рынка, предоставляет услуги защиты и профессиональной поддержки.
На уровне провинции Онтарио и государственном уровне также имеют влияние:
- Ассоциация риэлторов Онтарио (OREA)[15];
- Совет по недвижимости Онтарио (RECO)[16];
- Канадская ассоциация риэлторов (CREA)[17].

### Состояние жилого фонда
Из 1 160 895 домохозяйств в Торонто 602 925 (51,9 %) находятся в собственности жильцов, а в 557 970 (48,1 %) проживают арендаторы.
Наиболее распространенный тип объекта недвижимости на 2023 год — апартаменты (542 625 объектов, 46,7 %) от общего числа. Таунхаусы составляют 30 % от общего числа (347 695 объектов). Отдельностоящие дома — менее четверти от всех домохозяйств (23,3 %, 270 490 единиц).
Из всех объектов недвижимости в Торонто на долю двухкомнатных квартир приходится 334 320 (наибольшая доля), а однокомнатных квартир — 330 340 (вторая по величине доля). Примечательно, что большинство этих домов требует регулярного обслуживания (70,5 %) и незначительного ремонта (23 %).

### Рынок недвижимости
Медианная стоимость одного объекта недвижимости в Большом Торонто (включая кондоминиумы, таунхаусы, частные дома и дюплексы) по состоянию на 2023 год составляет от 1 500 000 $ в наиболее дорогих районах (Ричмонд Хилл, Кинг, Оуквилль) до 799 000 $ в наиболее доступных (Оранджвилль).
Согласно оценкам региональных организаций, в 2023 году рынок недвижимости Торонто переживает период «стабилизации и коррекции» после периода существенного роста в 2021—2022 годах.
Наиболее существенными факторами, влияющими на состояние рынка, признаны динамика спроса и предложения, сегментация рынка, последствия пандемии и влияние иностранных инвестиций на премиум сегмент.

## Спорт
В городе базируется баскетбольная команда «Торонто Рэпторс», выступающая в Национальной баскетбольной ассоциации. Кроме того, в городе базируется профессиональный хоккейный клуб «Торонто Мейпл Лифс», играющий в НХЛ. «Кленовые листья» хорошо известны по своим ожесточённым противостояниям с «Монреаль Канадиенс». Они 13 раз выигрывали Кубок Стэнли. В городе также располагается футбольный клуб «Торонто», выступающий в MLS, команда канадского футбола «Торонто Аргонавтс» и бейсбольная команда «Торонто Блю Джейс».
В Торонто, наряду с Монреалем, в июле-августе проводится ежегодный теннисный турнир «Кубок Роджерса».
Торонто являлся кандидатом на проведение Летних Олимпийских игр 1996 и 2008 года. Олимпийский комитет Канады планировал подать заявку на проведение игр в 2020 году, но в августе 2011 года принял решение, что такая заявка, возможно, будет сделана на проведение Летних игр 2024.
В июле 2015 года в Торонто прошли Панамериканские игры, а в августе — Парапанамериканские игры. Торонто выиграл заявку на проведение игр у Лимы, Перу и Боготы, Колумбия. Игры стали крупнейшим спортивным соревнованием, когда-либо проведённым в Канаде (по количеству участвующих спортсменов), — в 2 раза больше Зимних Олимпийских Игр 2010 в Ванкувере.
С середины 1980-х годов в Торонто регулярно проводятся шоу профессионального рестлинга промоушном WWE. В 1990 и 2002 годах в этом городе проводились главные шоу года WrestleMania. Шоу обычно проводят на крытой Скоушабэнк-арена (ранее известной как «Эйр Канада-центр»), но крупные шоу (обе WrestleMania и Elimination Chamber 2025 года) были проведены на бейсбольном стадионе Роджерс Центр (ранее известном как «Скайдоум»).

## Города-побратимы
- Амстердам[вд], Нидерланды
- Бишкек, Кыргызстан
- Варшава, Польша
- Вильнюс, Литва
- Волгоград, Россия (1991)
- Дамаск, Сирия
- Индианаполис, США
- Исламабад, Пакистан
- Киев, Украина (29 июля 1991)[22][23]
- Кито, Эквадор
- Мехико, Мексика
- Милан, Италия (30 июня 2003)[24]
- Неаполь, Италия
- Сагамихара, Япония (1 января 1998)
- Сан-Паулу, Бразилия (1999)[25]
- Серра-Сан-Бруно, Италия
- Стамбул, Турция
- Франкфурт-на-Майне, Германия (26 сентября 1989)[26]
- Хошимин, Вьетнам (2006)[27]
- Чикаго, США
- Чунцин, Китай (28 марта 1986)[28]
- Эйлат, Израиль